# Do Make Say Think (álbum)
Do Make Say Think es el álbum epónimo de la banda Do Make Say Think. Fue lanzado en marzo de 1999 por Constellation Records.
El álbum fue originalmente auto-producido, lanzado y distribuido durante fines de 1997 por la misma banda. No obstante, fue posteriormente llevado a Constellation Records, dónde fue formalmente lanzado por la discográfica. Esta fue la primera vez que la discográfica lanzaba material de una banda que no era oriunda de Quebec.
Las sesiones de grabación fueron realizadas en los estudios de radio de CIUT-FM de la Universidad de Toronto y en el Harris Institute for the Arts.

## Lista de canciones
1. "1978" – 10:29
2. "Le'espalace" – 7:53
3. "If I Only..." – 7:23
4. "Highway 420" – 8:55
5. "Dr. Hooch" – 7:48
6. "Disco & Haze" – 9:08
7. "Onions" – 1:31
8. "The Fare to Get There" – 19:32

## Intérpretes

### Do Make Say Think
- Ohad Benchetrit – guitarra eléctrica, bajo, saxofón, flauta
- Jason Mackenzie – teclados, efectos
- David Mitchell – batería
- James Payment – batería
- Justin Small – guitarra eléctrica, bajo, teclados
- Charles Spearin – guitarra eléctrica, bajo, trompeta

### Técnicos
- Do Make Say Think – productor